# غابور هورفاث (لاعب كرة قدم)
غابور هورفاث (بالمجرية: Horváth Gábor)‏ (10 يوليو 1983 في المجر - ) هو لاعب كرة قدم مجري في مركز الدفاع. لعب مع نادي ديوسجوري وTápiószecső FC ‏ ونادي سيوفوك ‏ وRákospalotai EAC ‏.

## وصلات خارجية
- غابور هورفاث (لاعب كرة قدم) على موقع قاعدة بيانات كرة القدم.إي يو (الإنجليزية)